# Khai Bua Ban
Koning Somdetch Brhat-Anya Chao Kaya Buwanabana, beter bekend onder de naam Khai Bua Ban volgde, Lue Sai, op als 9e koning van het Zuidoost-Aziatische koninkrijk Lan Xang in 1433. Hij was de gouverneur van Muang Chiengkai. Hij was voor slechts 3 jaar koning tot 1436 en werd vermoord in opdracht van Kaeva Kumari (Keo Phim Fa) in 1438. Voor zover bekend was hij kinderloos. Hij werd opgevolgd door Kham Keut.